# Tistronören (vid Byskär, Nagu)
Tistronören är en ö nära Stenskär i Nagu,  Finland. Den ligger i Skärgårdshavet i Pargas stad i landskapet Egentliga Finland, i den sydvästra delen av landet. Ön ligger omkring 5 kilometer väster om Stenskär, 14 kilometer söder om Nagu kyrka, 46 kilometer söder om Åbo och omkring 170 kilometer väster om Helsingfors. Närmaste allmänna förbindelse är förbindelsebryggan vid Brännskär som trafikeras av M/S Nordep och M/S Cheri.
Öns area är 1 hektar och dess största längd är 160 meter i sydöst-nordvästlig riktning. Närmaste större samhälle är Nagu, 14,1 km norr om Tistronören.